# Helleborus foetidus
La hierba de ballesteros o eléboro fétido (Helleborus foetidus L. 1753) es una especie de plantas de la familia Ranunculaceae.

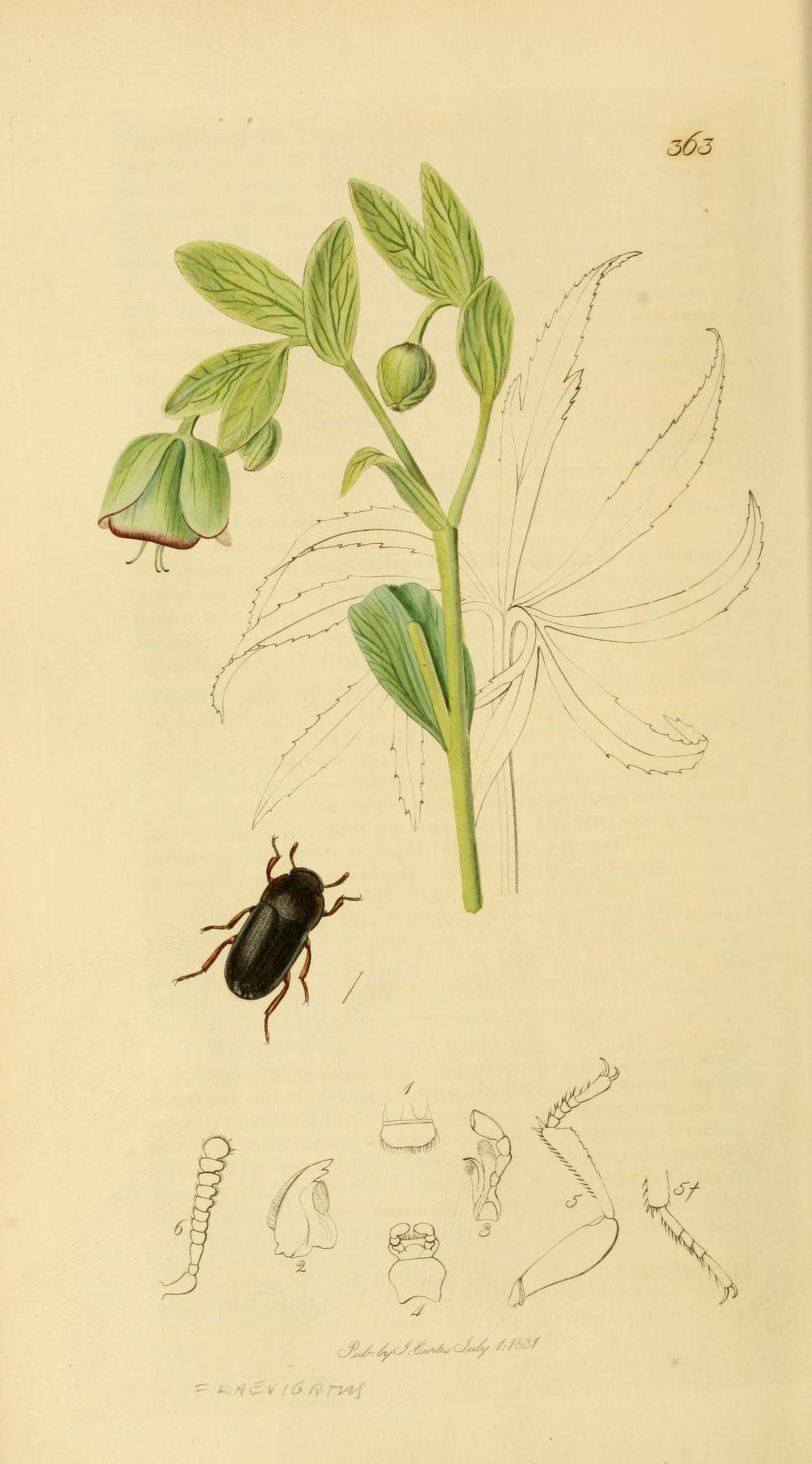
Ilustración

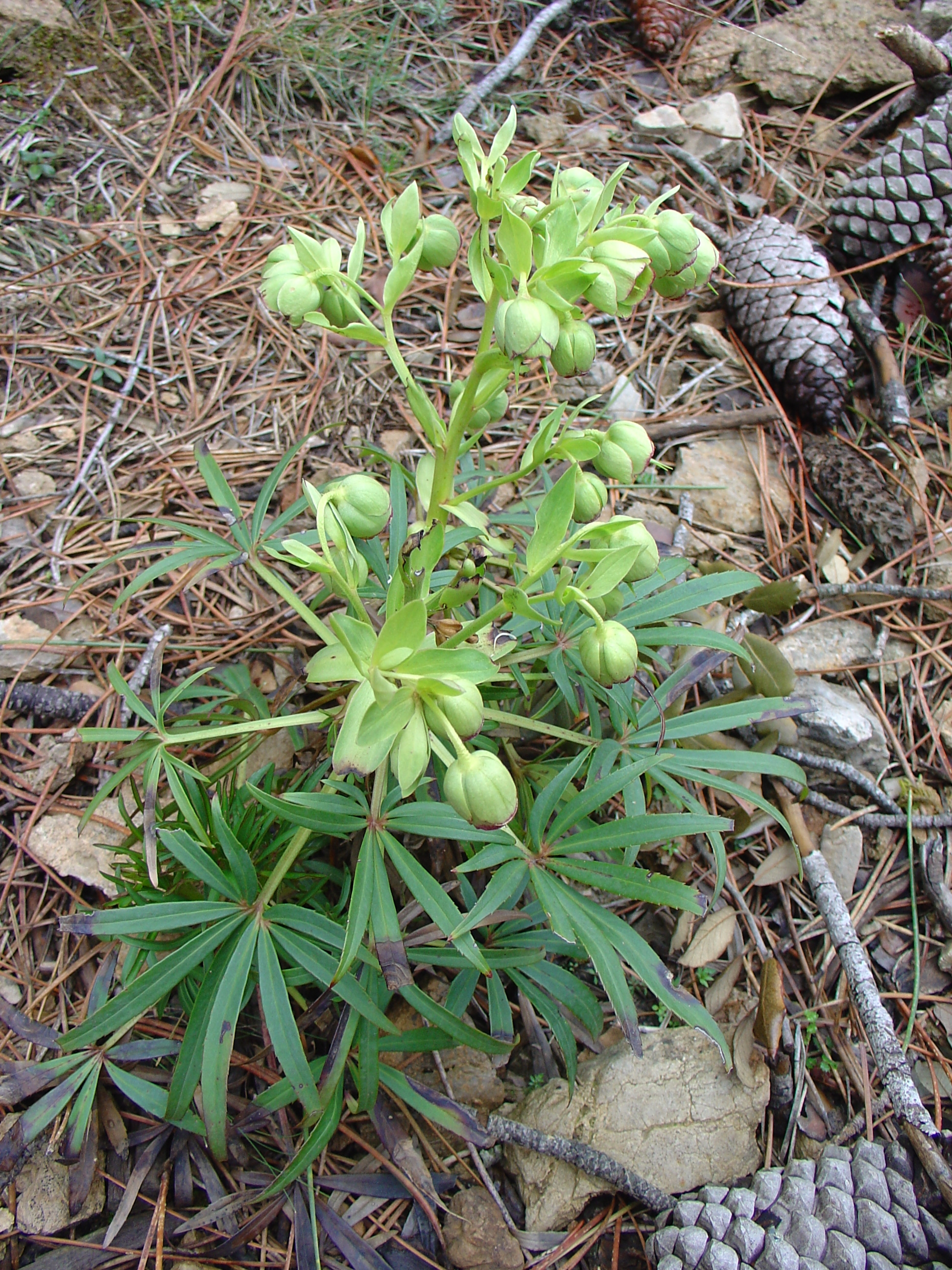
Vista de la planta

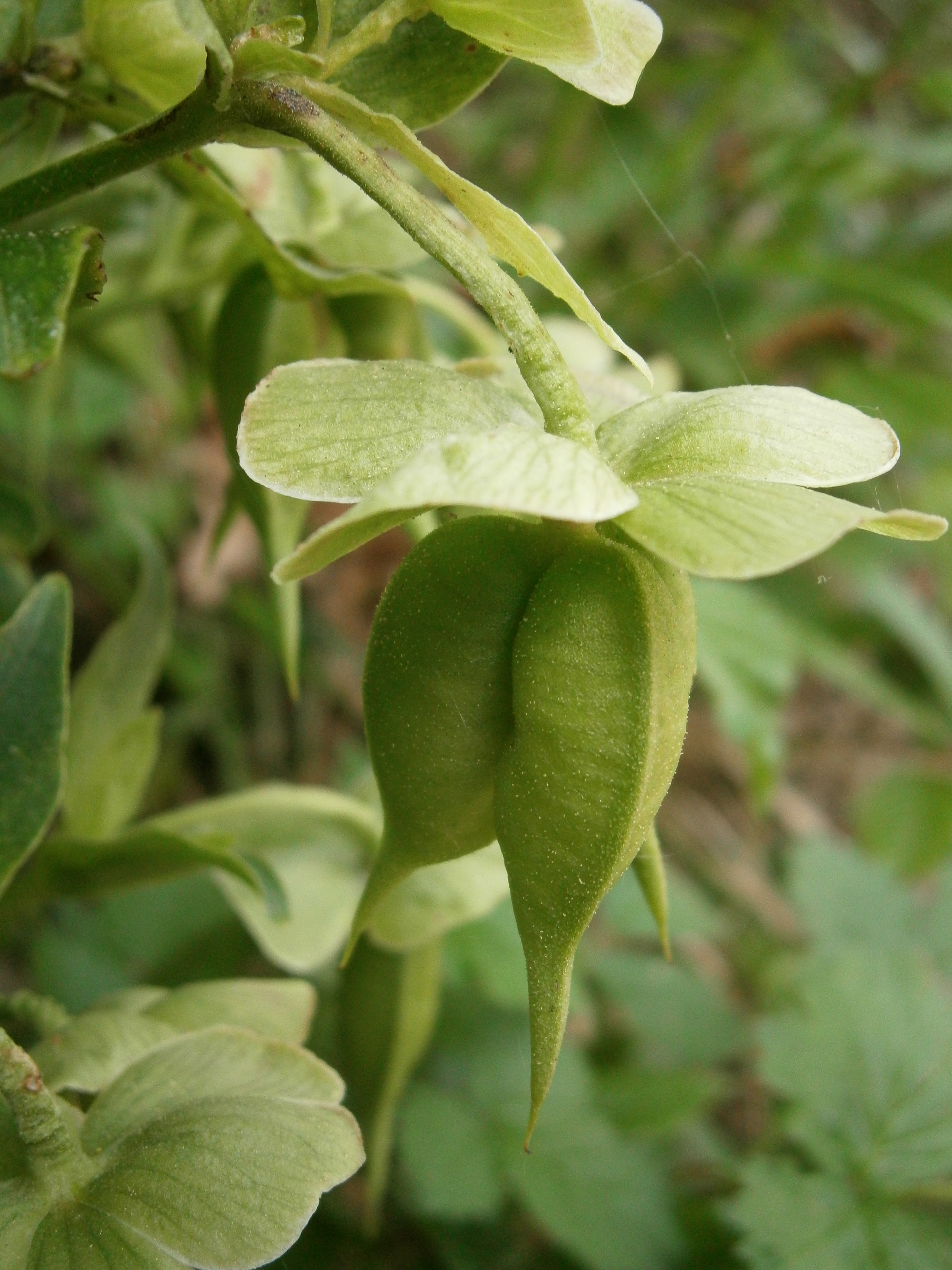
Detalle

## Hábitat
Es nativo de Europa occidental desde Inglaterra, Portugal y España hasta Alemania e Italia donde crece en zonas de montaña.
Es una hierba perenne que puede alcanzar el medio metro de altura. Crece en toda la península ibérica y entre otros muchos lugares también en la Sierra de Tramontana de Mallorca. Presenta unas características hojas divididas en folíolos en disposición irregularmente palmada de consistencia coriácea. Forma unas flores con sépalos que tienen forma de pétalos con margen de color rojizo. Es una planta propia de los márgenes y claros de encinares de montaña. Florece en invierno o principios de primavera. Helleborus lividus se diferencia fácilmente porque las hojas tienen solo tres folíolos de forma ovalada y el haz de las hojas es a menudo de color púrpura.

## Descripción
Es una planta perenne herbácea que alcanza 80 cm de altura y 100 cm de ancho, con tallo grueso suculento, hojas brillantes perennes. Las flores en forma de taza, lacias de color verde amarillento, a menudo con los bordes púrpura en los cinco pétalos como sépalos en tallos erectos.

## Propiedades
Su nombre popular se debe al supuesto uso que se hacía del jugo de la planta para envenenar las flechas.
- Todas las partes de la planta son ligeramente venenosas.
- La intoxicación puede producir vómitos aunque no delirium tremens como sostiene la creencia popular.
- Las hojas secas y hechas polvo son un purgante ligeramente violento, produciendo estornudos.
- Aun si se ingiere no llega nunca a ser mortal.
- Es ligeramente tóxico.
- Es un mito el que se haya utilizado como vermífugo en veterinaria alguna vez.
- Sus semillas son dispersadas por las hormigas y, depredadas por las hormigas y los ratones de campo.[3]

## Taxonomía
Helleborus foetidus fue descrita por Carlos Linneo y publicado en Species Plantarum 1: 558, en el año 1753.
Citología
Número de cromosomas de Helleborus foetidus (Fam. Ranunculaceae) y táxones infraespecíficos: 2n=32
Etimología
Ver: Helleborus
foetidus: epíteto latíno que significa "fétido, maloliente"
Sinonimia
- Helleborus deflexifolius Jord. & Fourr. [1868]
- Helleborus beugesiacus Jord. & Fourr. [1868]
- Helleboraster foetidus (L.) Moench[7]

## Nombres comunes
- Castellano: acolecho, agüero, baladra, baladre, ballesta, ballestera, berfa, castellada, chavera, chígüero, chigüero, cornivario, cornivarios, crujía, cuernitos, eléboro, eléboro fétido, eléboro negro, eléboro no legítimo, eleborastro, flor de culebra, flor del veneno, garbanzos-de-lobo, habas-de-lobo, heléboro, heléboro fétido, heléboro verde, helleborastro, hierba alobada, hierba ballestera, hierba de ballesteros, hierba de la ballestera, hierba de la culebra, hierba del alobadado, hierba del alobado, hierba del alobodado, hierba de los ballesteros, hierba llavera, hierba venenosa, llabera, llaberón, llave del año, llavera, marihuana, marihuana de los tontos, mata de los tontos, navarro, ornavario, pie de grifón, pie de grifo, quitalocura, raíz de culebra, sagüerro, vedegambre de Moncayo, vedegambre fétido, vedegambre negro, vedegambre silvestre, vedegrambre fétido, veneno, verdegambre negro, vileño, yerba de ballesteros, yerba de ballesteros negra y no legítima, yerba del alobado, yerba de los porrazos, yerba llavera, yerba venenosa.[8]